# Сан-Жуан-дел-Рей
Сан-Жуан-дел-Рей (порт. São João del-Rei) — муниципалитет в Бразилии, входит в штат Минас-Жерайс. Составная часть мезорегиона Кампу-дас-Вертентис. Входит в экономико-статистический микрорегион Сан-Жуан-дел-Рей. Население составляет 81 918 человек на 2007 год. Занимает площадь 1463,593 км². Плотность населения — 56,7 чел./км².
Праздник города — 8 декабря.

## История
Город основан в 1701 году.

## Статистика
- Валовой внутренний продукт на 2005 год составляет 600 106 000,00 реалов (данные: Бразильский институт географии и статистики).
- Валовой внутренний продукт на душу населения на 2005 год составляет 7292,00 реалов (данные: Бразильский институт географии и статистики).
- Индекс развития человеческого потенциала на 2000 год составляет 0,802 (данные: Программа развития ООН).

## География
Климат местности: горный тропический. В соответствии с классификацией Кёппена, климат относится к категории Cwa.

## Галерея

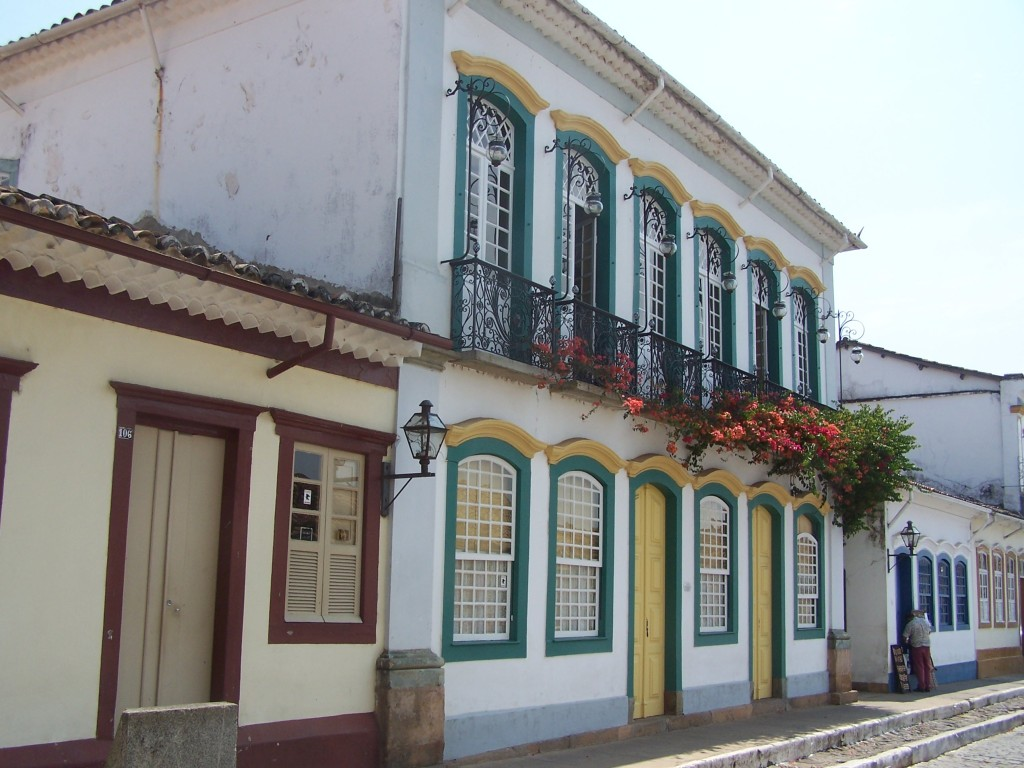
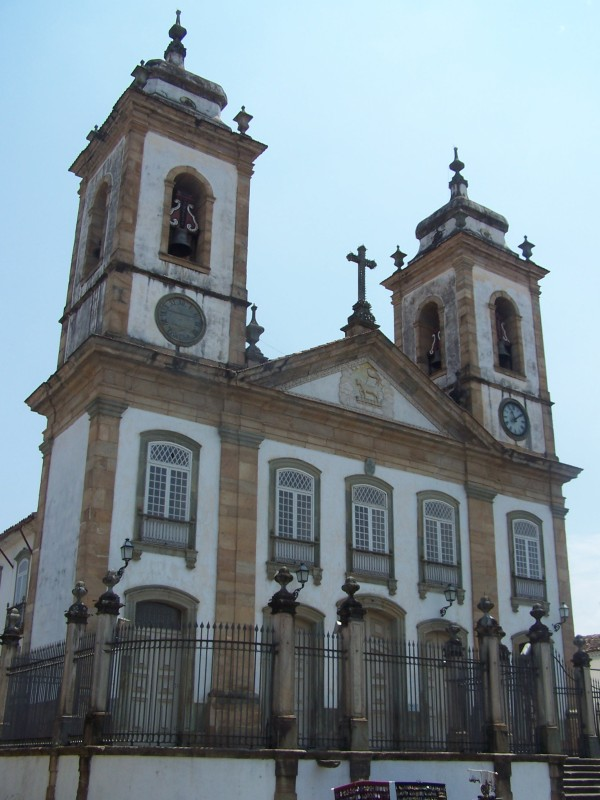
Собор
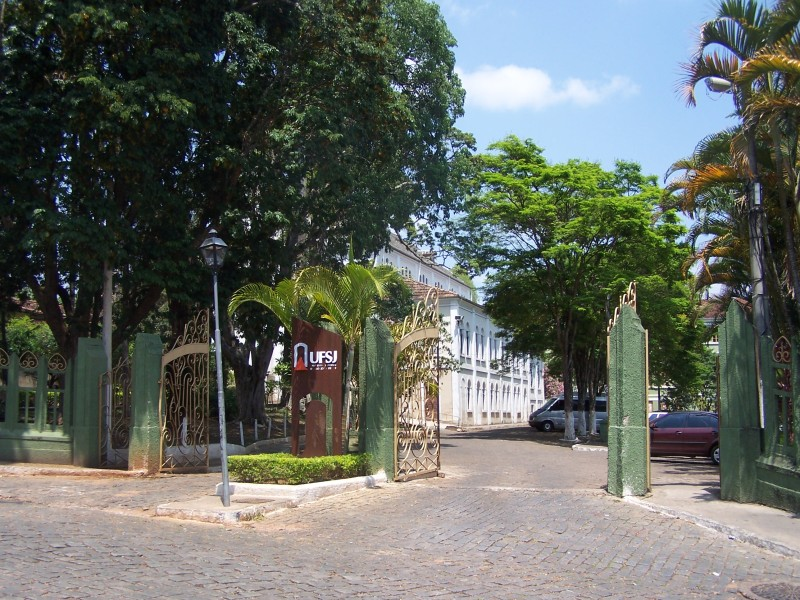